# 屈原

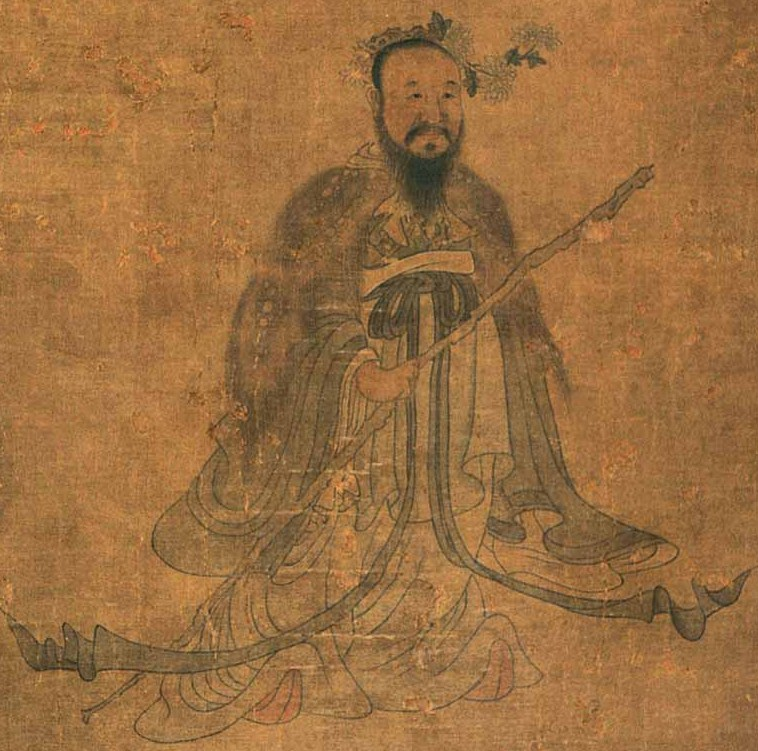
屈原の肖像画（17世紀）

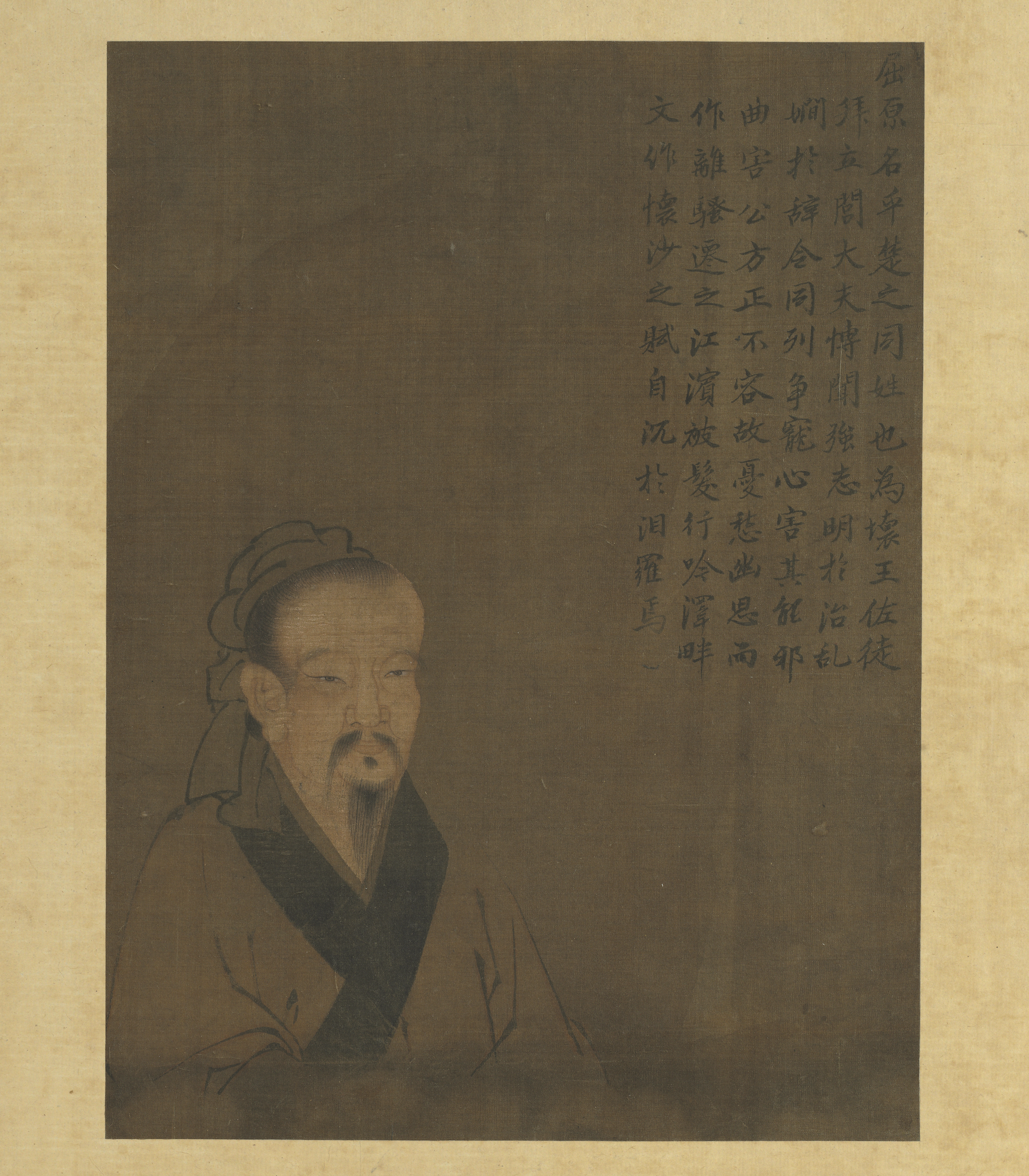
屈原（歴代聖賢半身像冊）

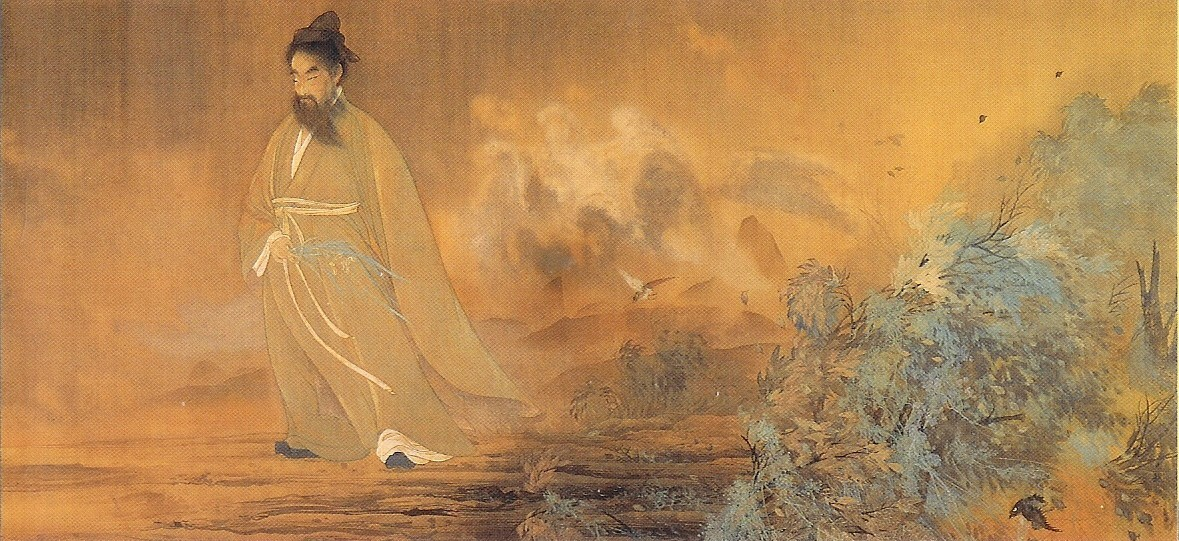
屈原の肖像画（日本の横山大観の歴史画）

屈 原（くつ げん、宣王27年1月21日（紀元前343年2月17日）頃 - 頃襄王21年5月5日（紀元前278年6月6日）頃）は、中国戦国時代の楚の政治家、詩人。姓は羋、氏は屈。諱は平または正則。字が原。秦の張儀の謀略を見抜き、踊らされようとする懐王を必死で諫めたが受け入れられず、楚の将来に絶望して入水自殺した。春秋戦国時代を代表する詩人としても有名である。
中国において詩が作者名を伴って記録、記憶されるようになったのは、屈原が出現してからのことである。当時、秦との積極的な抗戦姿勢から、愛国詩人として評価される。

## 生涯
屈原は楚の武王の公子瑕（屈瑕）を祖とする公族の1人であり、父は屈伯庸、弟は屈遙、子の名は不詳。屈氏は景氏・昭氏と共に楚の公族系でも最高の名門の1つであった（これを三閭と呼ぶ）。家柄に加えて博聞強記で詩文にも非常に優れていたために懐王の信任が厚く、賓客を応接する左徒となった。
当時の楚は、西の秦といかに向き合っていくかが主要な外交問題であった。楚の外交方針について、臣下は二分していた。 一つは、西にある秦と同盟することで安泰を得ようとする親秦派（楚における連衡説）であり、もう一つは、東の斉と同盟することで秦に対抗しようとする親斉派（楚における合従説）である。屈原は親斉派の筆頭であった。当時の楚では屈原の政治能力は群を抜いていたが非常に剛直な性格のために同僚から嫉妬されて讒言を受け、王の傍から遠ざけられると同時に国内世論は親秦派に傾いた。
屈原は秦は信用ならないと必死で説いたが、受け入れられない。屈原の心配どおり秦の謀略家張儀の罠に懐王が引っかかり、楚軍は大敗した（張儀の項を参照）。懐王17年（紀元前312年）、丹陽・藍田における（丹陽・藍田の戦い）の大敗後、一層疎んぜられて公族子弟の教育役である三閭大夫へ左遷され、政権から遠ざけられた。
秦は懐王に縁談を持ちかけ秦に来るように申し入れた。屈原は秦は信用がならない、先年騙されたことを忘れたのかと諫めたが懐王は親秦派の公子子蘭に勧められて秦に行き、秦に監禁されてしまった。

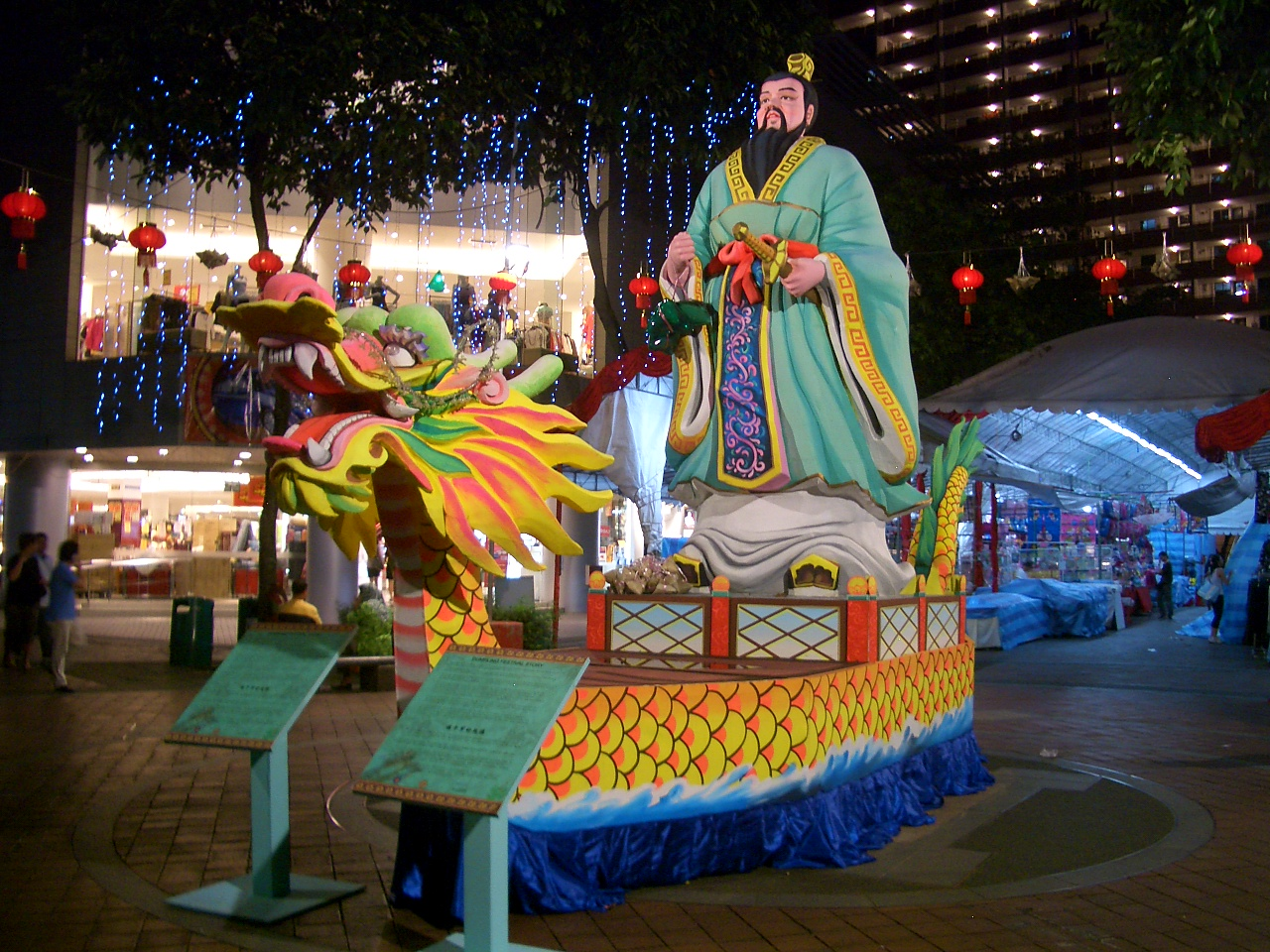
ドラゴンボート祭りで飾られた屈原（シンガポール）

王を捕らえられた楚では太子横を頃襄王として立てた。頃襄王の令尹（丞相）として屈原が嫌いぬいた子蘭が着任したため、更に追われて江南へ左遷された。頃襄王21年（紀元前278年）、秦により首都郢が陥落したことで楚の将来に絶望し、5月5日の端午に石を抱いて汨羅江（べきらこう）に入水自殺した。屈原の強烈な愛国の情溢れる詩は楚の詩を集めた『楚辞』の中で代表とされ、その中でも代表作とされる『離騒』は後世の愛国の士から愛された。
後に5月5日の命日には、屈原の無念を鎮めるため、人々は楝樹の葉に米の飯を五色の糸で縛って、川に投げ込むようになった。これがちまきの由来といわれる。また、伝統的な競艇競技であるドラゴンボート（龍船）は「入水した屈原を救出しようと民衆が、先を争って船を出した」という故事が由来であると伝えられている。

## 実在についての疑問
屈原の伝記や、楚辞を屈原が作ったとする伝承には疑問が提出されている。胡適は『史記』の屈原の伝の信憑性を疑い、司馬遷の作ではないとした。また戦国時代にはひとつの国の主君に忠誠をささげるという観念はまだ発達しておらず、『史記』の屈原像は漢代にはいってから儒教化した楚辞の解釈をもとに作られた「複合物」であるとした。日本では岡村繁が、屈原という人物の実在は否定しないものの、その生涯について知られていることがあまりにも少なく、また楚辞のうちどれを屈原の作とするかは時代による違いがあるとした。また楚辞の中の語彙の類似性からは「離騒」と「九章」中の「哀郢」が最初に書かれたと考えられるが、両者の作者は別であると考えられ、どちらも屈原の作品とは認められないと結論づけた。岡村によれば屈原は楚辞文学のヒーローであって、その作者ではない。小南一郎は楚辞を前期・中期・後期の3つの時代にわけ、「九歌・招魂」を前期、「離騒・天問」を中期、「九章・遠遊・九弁・大招・卜居・漁夫」他を後期とする。そして前期は安定した時代を反映し、中期はそれが崩壊に向かう戦国末年の激動期の楚国のものであるとした。矢田尚子は「九歌・遠遊・九弁・招魂・大招」などは内容から明らかに屈原とは無関係とし、また「離騒」を屈原の自伝とすると後半の解釈に無理が及び、そもそも自叙的な詩ではないとした。